# Farma wiatrowa w Roscoe

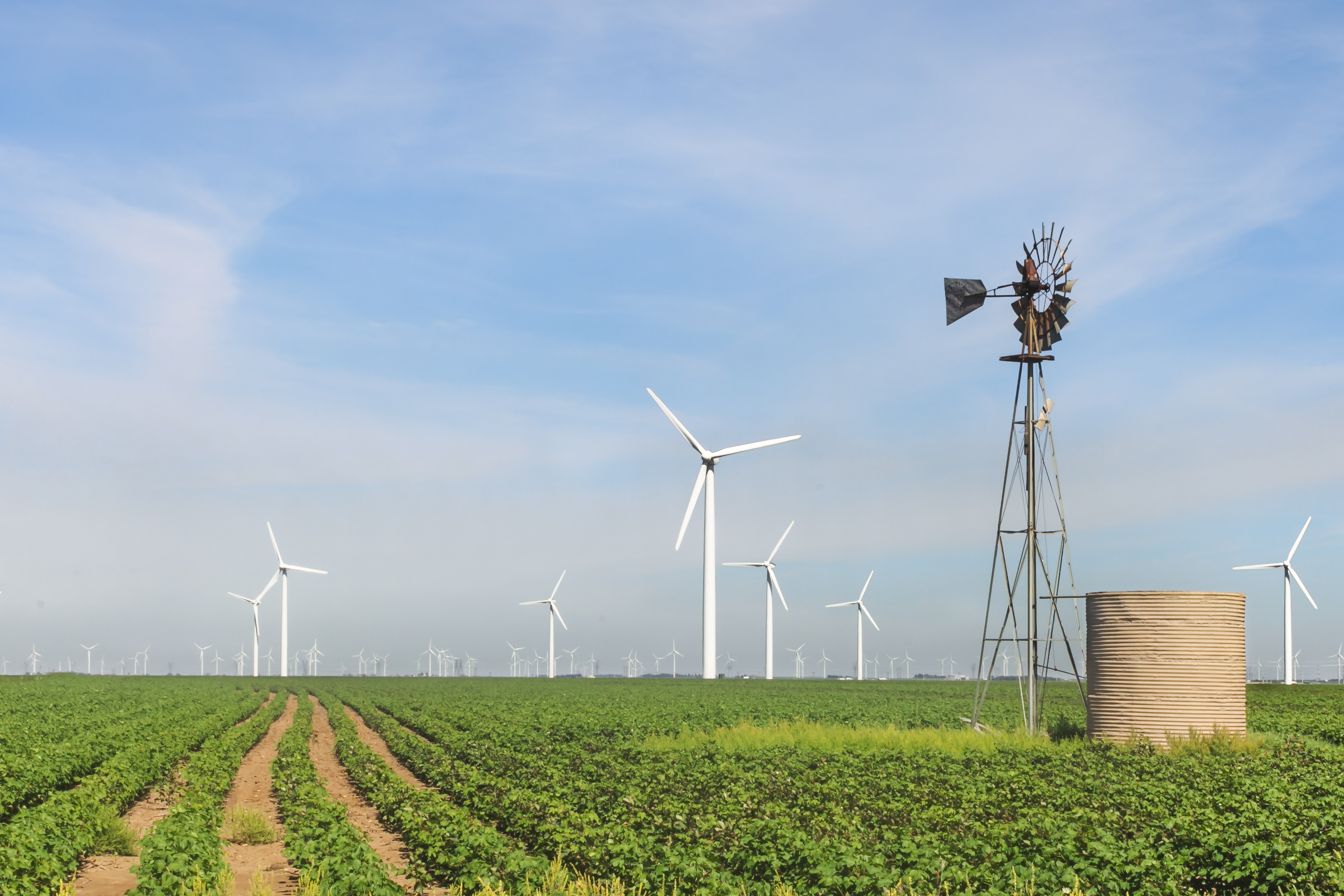
Farma wiatrowa w Roscoe w 2014

Farma wiatrowa w Roscoe – największa na świecie farma wiatrowa znajdująca się w mieście Roscoe (Teksas), około 320 km na zachód od Fort Worth, która ma powierzchnię 40,5 tys. ha. Może wyprodukować 781,5 MW energii. Zamontowano 627 turbin, które zostały dostarczone przez trzy firmy: Siemens, Mitsubishi i General Electric. Właścicielem farmy jest firma E.ON Climate and Renewables.
Koszt przedsięwzięcia wyniósł ponad 1 mld USD, a ilość produkowanej energii wystarcza do pokrycia potrzeb ponad 250 tys. gospodarstw domowych w Teksasie.